# Joost Claushuis
Joost Claushuis (1957) speelde vijftien interlands (nul doelpunten) voor de Nederlandse hockeyploeg. De doelman van het eind jaren zeventig, begin jaren tachtig oppermachtige HC Klein Zwitserland maakte zijn debuut op 26 juli 1980 in de oefeninterland Zimbabwe-Nederland (3-4) in Zimbabwe. 
In datzelfde jaar kreeg hij zes doelpunten tegen in een duel met Australië (6-2) – een zeldzaamheid voor Nederland. Onder bondscoach Wim van Heumen streed hij in die voor HCKZ succesvolle jaren met collega Pierre Hermans om de hegemonie onder de lat.
Claushuis, een gangmaker bij zijn club uit Den Haag, nam nooit deel aan de Olympische Spelen. Wel maakte hij deel uit van de Nederlandse selectie die in 1982 deelnam aan het wereldkampioenschap in Bombay, India, waar Nederland uiteindelijk genoegen moest nemen met de vierde plaats. Na zijn actieve carrière bleef Claushuis actief in de hockeysport; hij was nadien onder meer werkzaam als Nederlands importeur van en bij hockeyfabrikant Dita. Vanaf 1 april 2022 is een nieuw bedrijfje begonnen, JOOST-Originals. Onder deze naam worden een paar hoogwaardige producten B2B op de markt gebracht, (gebitsbeschermers, zeemgrips  clubkousen).